# Darkest Hour: A Hearts of Iron Game
Darkest Hour: A Hearts of Iron Game (укр. Найтемніший час: Гра серії «Залізні серця») — гра у жанрі глобальної стратегії реального часу в рамках франшизи Hearts of Iron, розроблена командою досвідчених моддерів з форуму Paradox, та вийшла 5 квітня 2011 року для Windows. Гра являє собою суміш коротких і глибоких кампаній, дія яких розгортається в найпохмуріші періоди XX століття: від початку Першої світової війни до Холодної війни. Гравці можуть узяти під контроль практично будь-яку країну, що існувала в часових рамках гри: 1914-1920-і або 1933-1964-і роки залежно від обраного сценарію. Управління державою охоплює політичні, дипломатичні, шпигунські, економічні, військові та технологічні галузі.

## Ігровий процес
Ігровий процес подібний на інші ігри в жанрі глобальної стратегії, де гравець може вибрати будь-яку велику або дрібну країну, що бере участь у війні. Головна мета — провести обрану країну через усю війну і вийти переможцем. У грі складний і деталізований інтерфейс з безліччю вкладок і меню для управління різними аспектами війни, такими як дипломатія, виробництво, технології та військові операції. Гравці повинні ретельно збалансувати ці фактори, щоб отримати перевагу над противником. Особливістю гри є система «рішень», яка дає змогу гравцям ухвалювати важливі рішення, здатні вплинути на хід війни. Ці дії можуть варіюватися від створення альянсів до зміни типу уряду і мати як негайні, так і довгострокові наслідки.